# Фибробласт

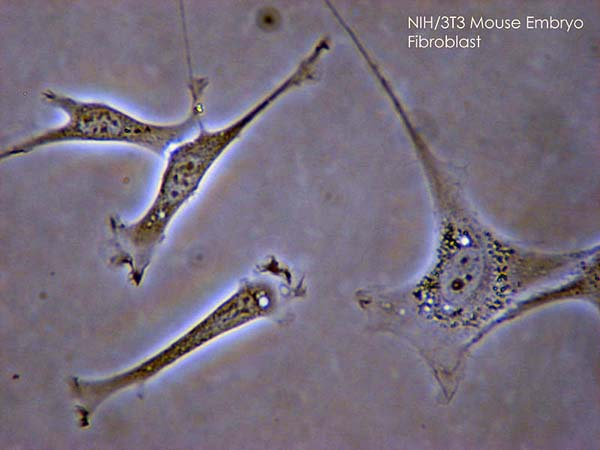
Фибробласты эмбриона мыши под микроскопом

Фибробла́сты (от лат. fibra — волокно и др.-греч. βλάστη — росток) — клетки соединительной ткани организма, синтезирующие внеклеточный матрикс и коллаген. Фибробласты секретируют предшественники белков коллагена и эластина, а также мукополисахариды. Фибробласты - самые распространенные клетки соединительной ткани у животных.

## Морфология
Форма фибробластов разнообразна, зависит от уровня их активности и нахождении в организме. Активные фибробласты увеличенного размера имеют отростки, овальное клеточное ядро, богаты рибосомами. Неактивные фибробласты (фиброциты) размером меньше, имеют веретенообразную форму.

## Эмбриогенез
В эмбриогенезе фибробласты происходят из стволовых клеток мезенхимного происхождения.

## Значение
Играют важную роль в заживлении ран, основной функцией является синтез компонентов межклеточного вещества и прочих, нужных организму, соединений:
- белков (коллагена и эластина), которые формируют волокна
- протеогликанов и гликопротеинов основного аморфного вещества.